# کیوجی شینوهارا
کیوجی شینوهارا (انگلیسی: Kyoji Shinohara؛ زادهٔ ۱۲ اوت ۱۹۴۹) بوکسور اهل ژاپن بود.